# Yanis Meziane
Yanis Meziane (Nishihara, 26 gennaio 2002) è un mezzofondista francese, vincitore della medaglia d'oro agli europei under 23 negli 800 metri piani nel 2023.

## Progressione

### 800 metri piani
| Stagione | Misura  | Luogo      | Data      | Rank. Mond. |
| -------- | ------- | ---------- | --------- | ----------- |
| 2023     | 1'43"94 | Bruxelles  | 8-9-2023  |             |
| 2022     | 1'45"52 | Strasburgo | 17-6-2022 |             |
| 2021     | 1'47"28 | Nairobi    | 19-8-2021 |             |
| 2020     | 1'52"21 | Villejuif  | 5-9-2020  |             |
| 2019     | 1'55"56 | Chartres   | 2-6-2019  |             |

### 400 metri piani
| Stagione | Misura | Luogo          | Data      | Rank. Mond. |
| -------- | ------ | -------------- | --------- | ----------- |
| 2023     | 47"54  | Cergy-Pontoise | 7-5-2023  |             |
| 2022     | 48"17  | Versailles     | 8-5-2022  |             |
| 2021     | 47"60  | Parigi         | 28-8-2021 |             |
| 2020     | 49"12  | Longjumeau     | 19-9-2020 |             |
| 2019     | 49"11  | Cergy-Pontoise | 9-6-2019  |             |

### 800 metri piani indoor
| Stagione | Misura  | Luogo    | Data       | Rank. Mond. |
| -------- | ------- | -------- | ---------- | ----------- |
| 2022/23  | 1'51"91 | Valencia | 22-1-2023  |             |
| 2021/22  | 1'49"53 | Lione    | 21-2-2022  |             |
| 2020/21  | 1'54"16 | Miramas  | 20-2-2021  |             |
| 2019/20  | 1'54"22 | Eaubonne | 12-12-2019 |             |

## Palmarès
| Anno | Manifestazione          | Sede      | Evento      | Risultato  | Prestazione | Note        |
| ---- | ----------------------- | --------- | ----------- | ---------- | ----------- | ----------- |
| 2021 | Europei U20             | Tallinn   | 800 m piani | Bronzo     | 1'48"56     |             |
| 2021 | Mondiali U20            | Nairobi   | 800 m piani | Semifinale | dnf         | [ 1 ] [ 2 ] |
| 2022 | Europei                 | Monaco    | 800 m piani | Batteria   | 1'47"82     |             |
| 2022 | Mediterraneo U23        | Pescara   | 800 m piani | Oro        | 1'47"01     | [ 3 ]       |
| 2023 | Mediterraneo U23 indoor | Valencia  | 800 m piani | Oro        | 1'51"91     |             |
| 2023 | Europei U23             | Espoo     | 800 m piani | Oro        | 1'45"92     |             |
| 2023 | Mondiali                | Budapest  | 800 m piani | Semifinale | 1'44"30     | [ 4 ]       |
| 2024 | Europei                 | Roma      | 800 m piani | Batteria   | 1'46"39     |             |
| 2025 | Europei indoor          | Apeldoorn | 800 m piani | Batteria   | 1'46"79     |             |
| 2025 | Mondiali indoor         | Nanchino  | 800 m piani | Semifinale | 2'23"96     |             |

## Campionati nazionali
2021
- Argento ai campionati francesi indoor (Miramas), 800 m piani - 1'54"16

2022
- 5º ai campionati francesi indoor (Miramas), 800 m piani - 1'51"14
- 4º ai campionati francesi (Caen), 800 m piani - 1'49"17

2023
- Argento ai campionati francesi (Albi), 800 m piani - 1'48"02

## Altre competizioni internazionali
2023
- 5º al Meeting de Paris ( Parigi), 800 m piani - 1'44"78
- 5º ai Campionati europei a squadre ( Chorzów), 800 m piani - 1'47"39
- 5º al Bauhaus-Galan ( Stoccolma), 800 m piani - 1'45"43
- 7º all'Herculis ( Monaco), 800 m piani - 1'44"30
- 6º allo Xiamen Diamond League ( Xiamen), 800 m piani - 1'44"28
- Argento al Memorial Van Damme ( Bruxelles), 800 m piani - 1'43"94
- 4º al Prefontaine Classic ( Eugene), 800 m piani - 1'43"94 =

2024
- Bronzo al Meeting international Mohammed VI d'athlétisme de Rabat ( Marrakech), 800 m piani - 1'44"13